# Psilonyx annuliventris
Psilonyx annuliventris är en tvåvingeart som beskrevs av Wei Ying Hsia 1949. Psilonyx annuliventris ingår i släktet Psilonyx och familjen rovflugor. Inga underarter finns listade i Catalogue of Life.